# National Women's Soccer League
La National Women's Soccer League (NWSL) es la máxima división del fútbol profesional femenino en los Estados Unidos. Fue creada a finales del 2012 y su temporada inaugural tuvo lugar al año siguiente.
La competición es disputada por diez equipos, dos de los cuales eran miembros de la defunta Women's Professional Soccer (WPS), la cual había sido la máxima división del fútbol femenino en Estados Unidos hasta 2012. Se le considera una de las ligas más importantes del mundo, ya que de ahí surgen casi todas las jugadoras de la selección estadounidense de fútbol femenino, potencia mundial de la disciplina con múltiples títulos mundiales (en mayores y juveniles Sub-17 y Sub-20) y olímpicos.
Es la liga con más temporadas en la historia del fútbol femenino de máxima categoría en ese país y en la que más equipos han participado, superando los 6 en la úiltima temporada de la antigua WPS.

## Formato
La competición se divide en una fase regular y una fase final de eliminatorias. En la primera fase, cada equipo juega 24 partidos, 12 de local y 12 de visitante; lo que hace que cada uno de ellos se enfrente a los demás un total de 3 veces. Al final de esta fase, el equipo mejor posicionado obtiene el NWSL Shield, y los cuatro primeros clasifican a las eliminatorias, las cuales consisten de tres partidos únicos (sin "ida y vuelta"): dos semifinales y una final. En las semifinales el primer equipo hace de local contra el cuarto, y el segundo hace de local contra el tercero.

## Historia
En noviembre de 2012, luego de la desaparición de la Women's Professional Soccer (WPS), se anunció la creación de una futura liga de ocho equipos, subsidiada por la Federación de Fútbol de los Estados Unidos, la Asociación Canadiense de Fútbol y la Federación Mexicana de Fútbol. A cada equipo se le asignaría una cierta cantidad de jugadoras del seleccionado de estos tres países, y su correspondiente federación estaría a cargo de sus salarios. De esta forma las jugadoras tendrían una mejor remuneración y se aliviaría la carga financiera de los clubes.
Los ocho equipos fundadores fueron: el Boston Breakers, Chicago Red Stars, FC Kansas City, Portland Thorns FC, Seattle Reign FC, Sky Blue FC, Washington Spirit y el Western New York Flash.
Nike fue elegido como el patrocinador de la liga desde el comienzo, suministrando los atuendos de todos los equipos y el balón oficial.
La primera temporada comenzó el 13 de abril de 2013 con un partido empatado 1-1 entre el Portland Thorns y el FC Kansas City. La futbolista mexicano-estadounidense Renae Cuéllar anotó el primer gol en la historia de la liga, ante los 6.784 espectadores que se reunieron para el partido inaugural.
En 2014, la liga aceptó el ingreso del Houston Dash ante la insistencia del Houston Dynamo de la Major League Soccer, su división masculina. De esta forma, se convirtió en la primera liga de fútbol en esta categoría en llegar a los nueve equipos.
El 16 de abril de 2016, la NWSL jugó, por fin, la "elusiva cuarta temporada" (ninguna de las ligas predecesoras había sobrevivido más de tres ediciones), con lo cual se convirtió en la liga con más temporadas jugadas en la historia del fútbol femenino estadounidense de máxima categoría.

## Equipos

### Temporada 2025
| Equipo                                      | Localización                  | Entrenador/a       | Estadio                    | Fundación | Ingreso |
| ------------------------------------------- | ----------------------------- | ------------------ | -------------------------- | --------- | ------- |
| Angel City FC                               | Los Ángeles, California       | Eleri Earnshaw     | BMO Stadium                | 2020      | 2022    |
| Bay FC                                      | San Francisco Bay, California | Albertin Montoya   | PayPal Park                | 2023      | 2024    |
| Chicago Stars FC                            | Bridgeview, Illinois          | Lorne Donaldson    | SeatGeek Stadium           | 2007      | 2013    |
| Gotham FC                                   | Harrison, Nueva Jersey        | Juan Carlos Amorós | Sports Illustrated Stadium | 2007      | 2013    |
| Houston Dash                                | Houston, Texas                | Fabrice Gautrat    | Shell Energy Stadium       | 2013      | 2014    |
| Kansas City Current                         | Kansas City, Misuri           | Vlatko Andonovski  | CPKC Stadium               | 2020      | 2021    |
| North Carolina Courage                      | Cary, Carolina del Norte      | Sean Nahas         | WakeMed Soccer Park        | 2017      | 2017    |
| Orlando Pride                               | Orlando, Florida              | Seb Hines          | Inter&Co Stadium           | 2015      | 2016    |
| Portland Thorns FC                          | Portland, Oregón              | Rob Gale           | Providence Park            | 2012      | 2013    |
| Racing Louisville FC                        | Louisville, Kentucky          | Bev Yanez          | Lynn Family Stadium        | 2019      | 2021    |
| San Diego Wave                              | San Diego, California         | Jonas Eidevall     | Snapdragon Stadium         | 2021      | 2022    |
| Seattle Reign FC                            | Seattle, Washington           | Laura Harvey       | Lumen Field                | 2012      | 2013    |
| Utah Royals FC                              | Sandy, Utah                   | Jimmy Coenraets    | America First Field        | 2017      | 2018    |
| Washington Spirit                           | Washington D. C.              | Jonatan Giráldez   | Audi Field                 | 2012      | 2013    |
| Datos actualizados al 3 de febrero del 2025 |                               |                    |                            |           |         |

### Futuros equipos
| Equipo           | Estadio            | Ciudad                | Fundación | Ingreso a la NWSL |
| ---------------- | ------------------ | --------------------- | --------- | ----------------- |
| Boston Legacy FC | White Stadium      | Boston, Massachusetts | 2023      | 2026              |
| Denver Summit FC | Centennial Stadium | Denver, Colorado      | 2024      | 2026              |

### Antiguos equipos
- Western New York Flash (2013–2016): se trasladó a Cary, Carolina del Norte y se convirtió en el North Carolina Courage.
- Boston Breakers (2013–2017): se disolvió después de la temporada 2017.
- FC Kansas City (2013–2017): se retiró después de la temporada 2017 y fue reemplazado por Utah Royals FC.

## Ganadores
| Año  | Campeón                | Resultado     | Subcampeón             | Primero en temporada regular |
| ---- | ---------------------- | ------------- | ---------------------- | ---------------------------- |
| 2013 | Portland Thorns FC     | 2 - 0         | Western New York Flash | Western New York Flash       |
| 2014 | FC Kansas City         | 2 - 1         | Seattle Reign FC       | Seattle Reign FC             |
| 2015 | FC Kansas City         | 1 - 0         | Seattle Reign FC       | Seattle Reign FC             |
| 2016 | Western New York Flash | 2 - 2 (3 - 2) | Washington Spirit      | Portland Thorns FC           |
| 2017 | Portland Thorns FC     | 1 - 0         | North Carolina Courage | North Carolina Courage       |
| 2018 | North Carolina Courage | 3 - 0         | Portland Thorns FC     | North Carolina Courage       |
| 2019 | North Carolina Courage | 4 - 0         | Chicago Red Stars      | North Carolina Courage       |
| 2020 | Cancelado              | Cancelado     | Cancelado              | Cancelado                    |
| 2021 | Washington Spirit      | 2 - 1         | Chicago Red Stars      | Portland Thorns FC           |
| 2022 | Portland Thorns FC     | 2 - 0         | Kansas City Current    | OL Reign                     |
| 2023 | NJ/NY Gotham FC        | 2 - 1         | OL Reign               | San Diego Wave FC            |
| 2024 | Orlando Pride          | 1 - 0         | Washington Spirit      | Orlando Pride                |

## Títulos por equipo
| Club                   | Títulos | Subtítulos | Años campeón     | Años subcampeón  |
| ---------------------- | ------- | ---------- | ---------------- | ---------------- |
| Portland Thorns FC     | 3       | 1          | 2013, 2017, 2022 | 2018             |
| North Carolina Courage | 2       | 1          | 2018, 2019       | 2017             |
| FC Kansas City         | 2       | 0          | 2014, 2015       |                  |
| Washington Spirit      | 1       | 2          | 2021             | 2016, 2024       |
| Western New York Flash | 1       | 1          | 2016             | 2013             |
| NJ/NY Gotham FC        | 1       | 0          | 2023             |                  |
| Orlando Pride          | 1       | 0          | 2024             |                  |
| Seattle Reign FC       | 0       | 3          |                  | 2014, 2015, 2023 |
| Chicago Red Stars      | 0       | 2          |                  | 2019, 2021       |
| Kansas City Current    | 0       | 1          |                  | 2022             |